# Anja Karliczek
Anja Maria-Antonia Karliczek (geboren Anja Maria-Antonia Kerssen) (Ibbenbüren, 29 april 1971) is een Duitse politica. Ze is lid van de Christlich Demokratische Union Deutschlands (CDU).
Na de federale verkiezingen van 2013 werd Karliczek parlementslid in de Bondsdag. Van 2018 tot 2021 was zij Minister van Onderwijs en Wetenschap van Duitsland in de vierde regering van Angela Merkel.
Sinds haar vertrek als minister zetelt ze in twee commissies van de Bondsdag: de commissie Toerisme en de commissie Milieubeheer, Natuurbehoud, Nucleaire veiligheid en Consumentenbescherming.
- Gemeinsame Normdatei: 1149857021
- Virtual International Authority File: 464151535355802890002
- WorldCat: E39PBJjXfQxhVHmkbRHfqckCcP